# Drosophila caripe
Drosophila caripe är en tvåvingeart som beskrevs av Vilela och Bachli 2000. Drosophila caripe ingår i släktet Drosophila och familjen daggflugor.
Artens utbredningsområde är Venezuela.